# Prologen i Tour de France 2012
| Profil for prologen       |                            |             |
| Stillingen efter prologen |                            |             |
| Placering                 | Rytter / hold              | Tid / point |
| Etapevinder               | Fabian Cancellara (RNT)    | 7.13        |
| 2. plads                  | Bradley Wiggins (SKY)      | + 0.07      |
| 3. plads                  | Sylvain Chavanel (OPQ)     | + 0.07      |
| 4. plads                  | Tejay van Garderen (BMC)   | + 0.10      |
| 5. plads                  | Edvald Boasson Hagen (SKY) | + 0.11      |
| 51. plads                 | Michael Mørkøv (STB)       | + 0.24      |
| 108. plads                | Nicki Sørensen (STB)       | + 0.33      |
| 127. plads                | Lars Bak (LTB)             | + 0.37      |
| 138. plads                | Chris Anker Sørensen (STB) | + 0.38      |
| 195. plads                | Anders Lund (STB)          | + 1.03      |
| Gule trøje                | Fabian Cancellara (RNT)    | 7.13        |
| 2. plads                  | Bradley Wiggins (SKY)      | + 0.07      |
| 3. plads                  | Sylvain Chavanel (OPQ)     | + 0.07      |
| 4. plads                  | Tejay van Garderen (BMC)   | + 0.10      |
| 5. plads                  | Edvald Boasson Hagen (SKY) | + 0.11      |
| Grønne trøje              | Fabian Cancellara (RNT)    | 20 p.       |
| 2. plads                  | Bradley Wiggins (SKY)      | 17 p.       |
| 3. plads                  | Sylvain Chavanel (OPQ)     | 15 p.       |
| Ungdomstrøje              | Tejay van Garderen (BMC)   | 7.23        |
| 2. plads                  | Edvald Boasson Hagen (SKY) | + 0.01      |
| 3. plads                  | Patrick Gretsch (ARG)      | + 0.02      |
| Holdkonkurrence           | Team Sky                   | 22.13       |
| 2. plads                  | RadioShack-Nissan-Trek     | + 0.04      |
| 3. plads                  | BMC Racing Team            | + 0.06      |
| Mest angrebsivrige rytter | Ikke uddelt                | Ikke uddelt |

Prologen i Tour de France 2012 var en enkeltstart rundt i Liège i Belgien på 6,4 km og blev kørt lørdag den 30. juni 2012. Prologen var identisk med den som blev kørt i Tour de France 2004. Den korte tidskørsel blev ligesom i 2004 vundet af Fabian Cancellara.
- Etape: Prolog
- Dato: 30. juni
- Længde: 6,4 km
- Gennemsnitshastighed: 53,21 km/t

## Resultatliste

### 1. mellemtid, Quai de la Goffe, 3,5 km
|    | Navn                 | Land       | Hold                    | Tid    |
| -- | -------------------- | ---------- | ----------------------- | ------ |
| 1  | Fabian Cancellara    | Schweiz    | RadioShack-Nissan-Trek  | 3.34   |
| 2  | Sylvain Chavanel     | Frankrig   | Omega Pharma-Quick Step | + 0.01 |
| 3  | Tony Martin          | Tyskland   | Omega Pharma-Quick Step | + 0.01 |
| 4  | Philippe Gilbert     | Belgien    | BMC Racing Team         | + 0.03 |
| 5  | Michael Albasini     | Schweiz    | Orica-GreenEDGE         | + 0.03 |
| 6  | Patrick Gretsch      | Tyskland   | Argos-Shimano           | + 0.03 |
| 7  | Brett Lancaster      | Australien | Orica-GreenEDGE         | + 0.04 |
| 8  | Edvald Boasson Hagen | Norge      | Team Sky                | + 0.04 |
| 9  | Vincenzo Nibali      | Italien    | Liquigas–Cannondale     | + 0.05 |
| 10 | Peter Velits         | Slovakiet  | Omega Pharma-Quick Step | + 0.06 |
| 11 | Denis Mensjov        | Rusland    | Team Katusha            | + 0.06 |
| 12 | Cadel Evans          | Australien | BMC Racing Team         | + 0.06 |
| 13 | Andrij Hryvko        | Ukraine    | Astana Pro Team         | + 0.07 |
| 14 | Cyril Lemoine        | Frankrig   | Saur-Sojasun            | + 0.07 |
| 15 | Bauke Mollema        | Holland    | Rabobank                | + 0.07 |

### Mål
|    | Navn                 | Land           | Hold                    | Tid    |
| -- | -------------------- | -------------- | ----------------------- | ------ |
| 1  | Fabian Cancellara    | Schweiz        | RadioShack-Nissan-Trek  | 7.13   |
| 2  | Bradley Wiggins      | Storbritannien | Team Sky                | + 0.07 |
| 3  | Sylvain Chavanel     | Frankrig       | Omega Pharma-Quick Step | + 0.07 |
| 4  | Tejay van Garderen   | USA            | BMC Racing Team         | + 0.10 |
| 5  | Edvald Boasson Hagen | Norge          | Team Sky                | + 0.11 |
| 6  | Brett Lancaster      | Australien     | Orica-GreenEDGE         | + 0.11 |
| 7  | Patrick Gretsch      | Tyskland       | Argos-Shimano           | + 0.12 |
| 8  | Denis Mensjov        | Rusland        | Team Katusha            | + 0.13 |
| 9  | Philippe Gilbert     | Belgien        | BMC Racing Team         | + 0.13 |
| 10 | Andrij Hryvko        | Ukraine        | Astana Pro Team         | + 0.15 |
| 11 | Chris Froome         | Storbritannien | Team Sky                | + 0.16 |
| 12 | Peter Velits         | Slovakiet      | Omega Pharma-Quick Step | + 0.17 |
| 13 | Cadel Evans          | Australien     | BMC Racing Team         | + 0.17 |
| 14 | Vincenzo Nibali      | Italien        | Liquigas–Cannondale     | + 0.18 |
| 15 | Ryder Hesjedal       | Canada         | Garmin-Sharp            | + 0.18 |

## Galleri
- Cadel Evans varmer op før prologen. Evans kom på 13. pladsen.
- Mark Cavendish varmer op før start. Han endte på 41. pladsen, 23 sekunder efter vinderen.

## Ekstern henvisning
- Etapeside på Letour.fr (fransk) (engelsk)

- Wikimedia Commons har flere filer relateret til Prologen i Tour de France 2012